# Soveja
Soveja est une commune roumaine située dans le județ de Vrancea.